# Le Moine au bord de la mer
Le Moine au bord de la mer (allemand : Der Mönch am Meer) est un tableau du peintre allemand Caspar David Friedrich, réalisé vers 1808-1810 et exposé à la Alte Nationalgalerie de Berlin.

## Description de l'œuvre
Un homme, vêtu d'un grand habit, contemple la mer. Le personnage, caractérisé comme un moine d'après le titre du tableau, est dos au spectateur. Au-dessus d'une mer sombre, un ciel gris s'éclaircissant dans la partie supérieure occupe les trois quarts de l'image.
Des études récentes ont indiqué qu'initialement deux petits bateaux étaient peints à l'horizon, puis qu'ils ont été masqués.

## Contexte de la réalisation et genèse de l'œuvre
L'œuvre a été peinte entre 1808 et 1810 à Dresde et a été exposée pour la première fois avec la peinture L'Abbaye dans une forêt de chênes à l'Académie des arts de Berlin en 1810. À la demande de Friedrich Le Moine au bord de la mer était suspendu au-dessus de L'Abbaye dans une forêt de chênes.

## Rupture avec la tradition

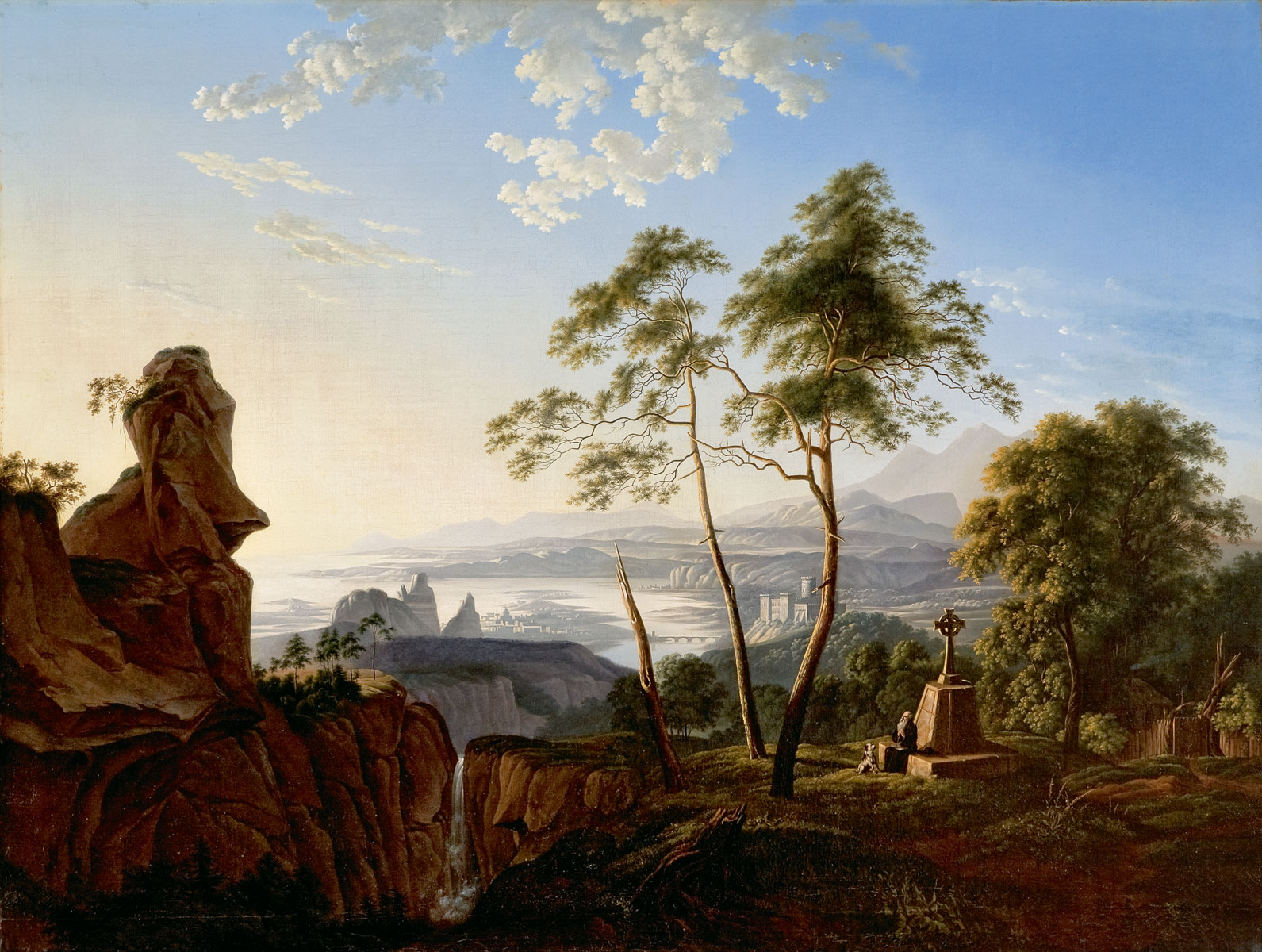
Attribué à Carl Blechen : Paysage avec ermite, vers 1822

Dans ce tableau, Friedrich rompt avec la tradition de la peinture paysagère. Les domaines de la mer, de la plage et du ciel sont sans transition : la classique séparation est absente et l'observateur n'est plus guidé pour parcourir le tableau. La délimitation de l'image a suggéré à Heinrich von Kleist la remarque suivante : "C'est comme si on avait les paupières coupées".

## Influence dans l'art

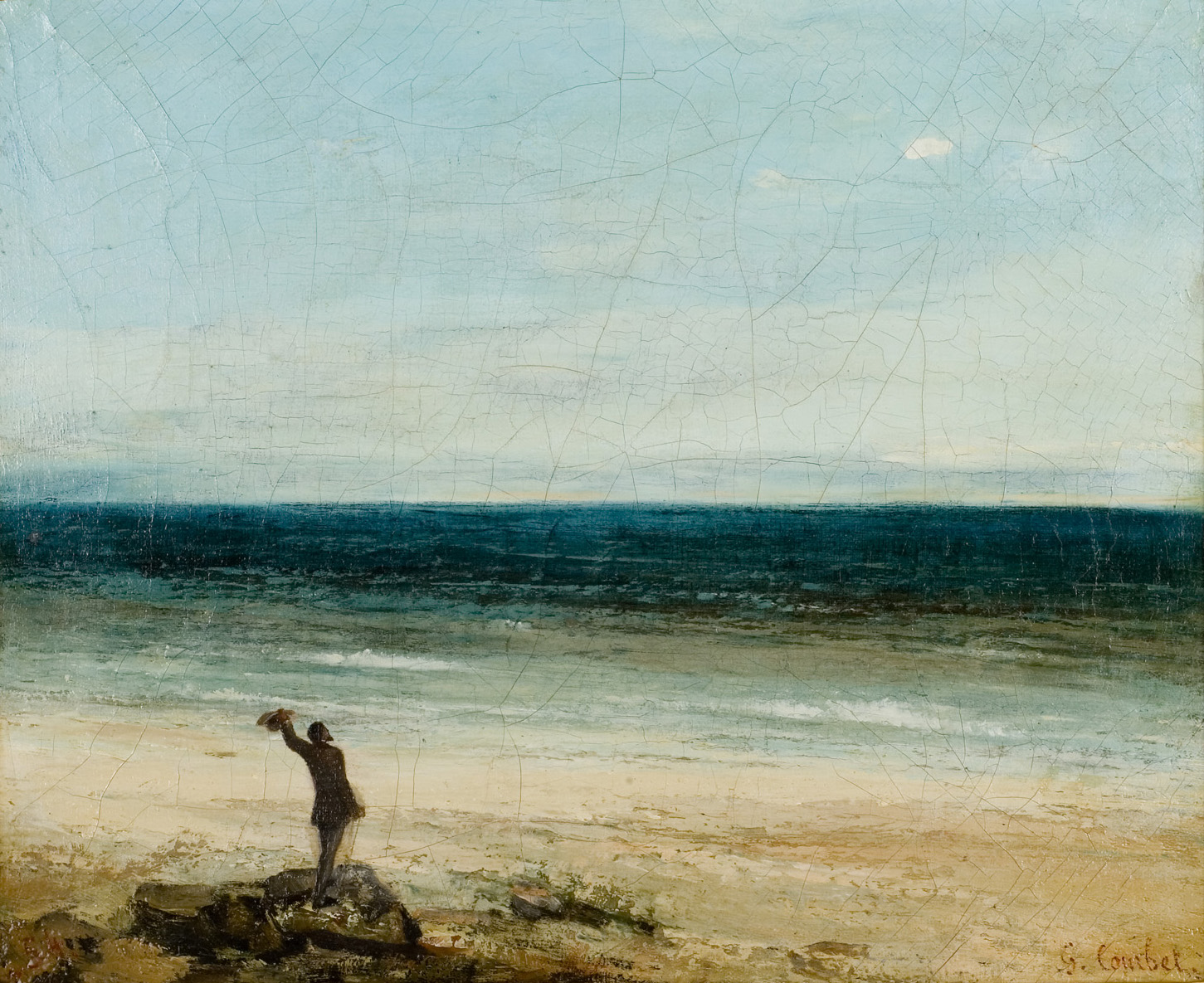
Gustave Courbet: Le Bord de mer à Palavas, 1854

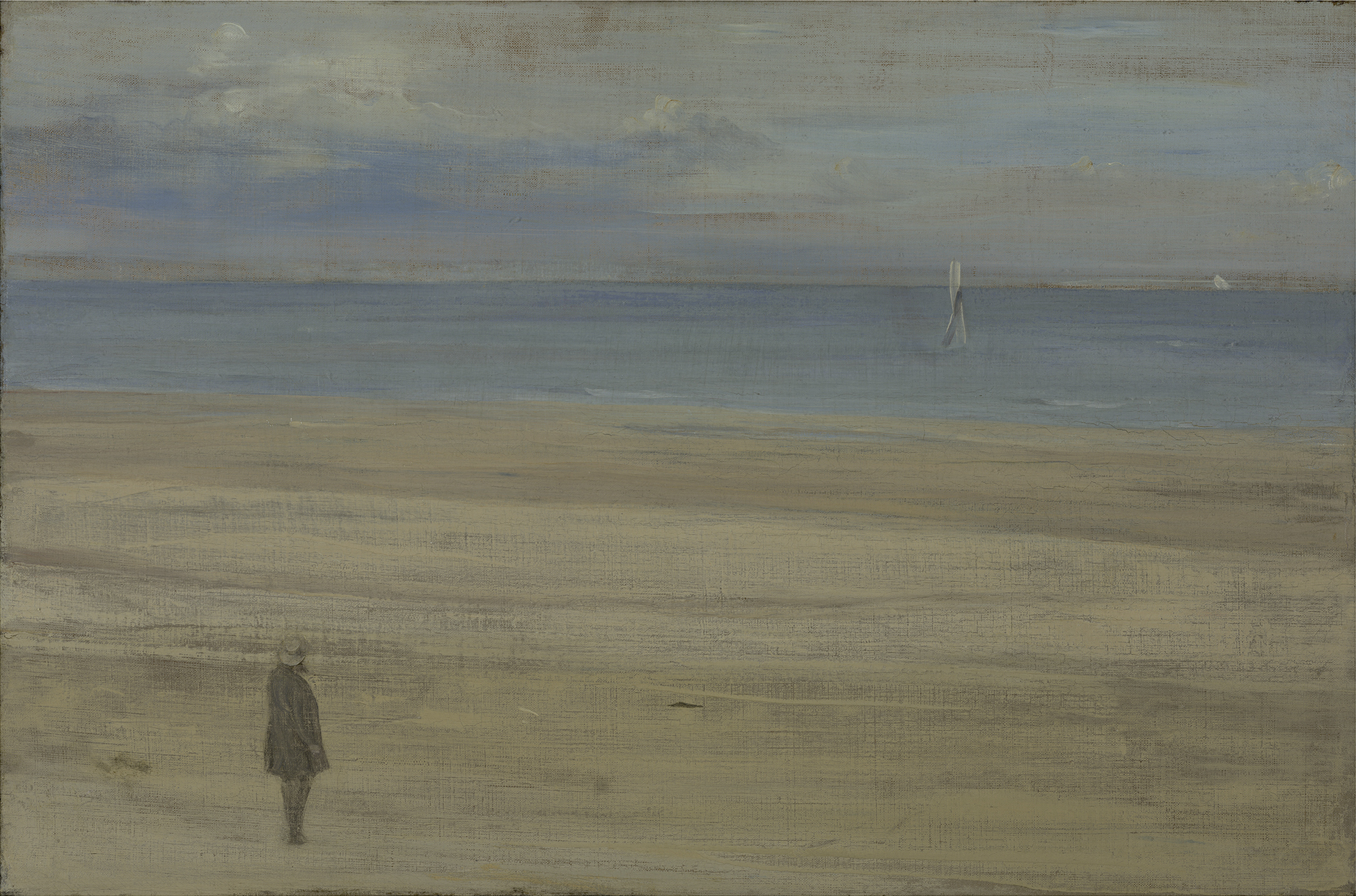
James Abbot McNeill: Trouville, 1865

Cette peinture a influencé de nombreux artistes jusqu'au XXIe siècle, aussi bien pour la composition du tableau que pour la puissance de la nature et la confrontation avec l'angoisse et la mort. Une nette influence de Friedrich se laisse deviner dans les paysages maritimes de son ami Carl Gustav Carus. Au XIXe siècle, on peut citer James Abbott McNeill Whistler avec son tableau Trouville ou Gustave Courbet avec Le Bord de mer à Palavas. Déjà en 1905, une comparaison pouvait être établie avec Les Vagues de Courbet. D'autres exemples peuvent être cités : Le Cri d'Edvard Munch, Vogelwolke et Dünenstrand II de Lyonel Feininger.
En 2008, l'exposition Mark Rothko – Emotionen in Farbe à la Kunsthalle de Hambourg a mis en regard des tableaux du peintre américain avec ceux de Friedrich. Gerhard Richter se situe dans la tradition du Moine au bord de la mer pour ses paysages de mer.
Gotthard Graubner s'est inspiré de Friedrich pour les Kissenbildern et Ersten Nebelraum - Hommage à Caspar David Friedrich (1968).